# Victor Blixt
Victor Blixt, född 16 november 2002, är en svensk fotbollsspelare som spelar för Österlen FF. 

## Klubblagskarriär
Victor Blixts moderklubb är BSH Österlen, ett ungdomssamarbete mellan Borrby IF och Hammenhögs IF. Under ungdomsåren representerade han även Lunnarps BK innan han började spela A-lagsfotboll som 13-åring i Borrby IF. Laget tränades då av hans pappa och bland lagkamraterna återfanns hans tvillingbror och en kusin. Sommaren 2018 lämnade den 15-årige Blixt division 6-klubben för spel med Österlen FF i division 2, i föreningen återförenades han med en annan av sina bröder och ytterligare en kusin. Han etablerade sig snabbt i Österlen FF och var under sin tredje säsong en del av klubbens historiska uppflyttning till division 1.
Efter en halv säsong i Ettan Södra värvades Victor Blixt sommaren 2021 till Helsingborgs IF. Han skrev på ett kontrakt till och med 31 december 2024 och debuterade i Superettan den 29 september 2021. HIF spelade då 2-2 mot Norrby IF. Supportrarna röstade efteråt fram Blixt till matchens lirare. Säsongen avslutades sedan med att Blixt fick vara med om ytterligare ett avancemang, då Helsingborgs IF besegrade Halmstads BK i kvalet till Allsvenskan. Till skillnad från året innan spelade han dock en biroll, då det enbart blev tre framträdanden i Superettan under säsongen.
I juli 2023 lånades Blixt ut till Ettan Södra-klubben Torns IF på ett låneavtal över resten av säsongen. I december 2023 blev han klar för en återkomst i Österlen FF.

## Karriärstatistik
| Klubb              | Säsong             | Liga                      | Liga    | Liga | Nationell cup | Nationell cup | Övrigt  | Övrigt | Totalt  | Totalt |
| Klubb              | Säsong             | Division                  | Matcher | Mål  | Matcher       | Mål           | Matcher | Mål    | Matcher | Mål    |
| ------------------ | ------------------ | ------------------------- | ------- | ---- | ------------- | ------------- | ------- | ------ | ------- | ------ |
| Borrby IF          | 2016               | Division 7 Sydöstra Skåne | 20      | 3    | —             | —             | —       | —      | 20      | 3      |
| Borrby IF          | 2017               | Division 6 Sydöstra Skåne | 22      | 5    | —             | —             | —       | —      | 22      | 5      |
| Borrby IF          | 2018               | Division 6 Sydöstra Skåne | 11      | 4    | —             | —             | —       | —      | 11      | 4      |
| Borrby IF          | Totalt             | Totalt                    | 53      | 12   | —             | —             | —       | —      | 53      | 12     |
| Österlen FF        | 2018               | Division 2 Östra Götaland | 9       | 2    | 1             | 1             | —       | —      | 10      | 3      |
| Österlen FF        | 2019               | Division 2 Östra Götaland | 24      | 2    | 0             | 0             | —       | —      | 24      | 2      |
| Österlen FF        | 2020               | Division 2 Östra Götaland | 12      | 3    | 0             | 0             | —       | —      | 12      | 3      |
| Österlen FF        | 2021               | Ettan Södra               | 13      | 1    | 0             | 0             | —       | —      | 13      | 1      |
| Österlen FF        | Totalt             | Totalt                    | 58      | 8    | 1             | 1             | —       | —      | 59      | 9      |
| Helsingborgs IF    | 2021               | Superettan                | 3       | 0    | 0             | 0             | 1       | 0      | 4       | 0      |
| Helsingborgs IF    | 2022               | Allsvenskan               | 0       | 0    | 0             | 0             | —       | —      | 0       | 0      |
| Helsingborgs IF    | 2023               | Superettan                | 5       | 0    | 2             | 0             | —       | —      | 7       | 0      |
| Helsingborgs IF    | Totalt             | Totalt                    | 8       | 0    | 2             | 0             | 1       | 0      | 11      | 0      |
| Torns IF (lån)     | 2023               | Ettan Södra               | 14      | 0    | 0             | 0             | —       | —      | 14      | 0      |
| Österlen FF        | 2024               | Division 2 Södra Götaland | 0       | 0    | 0             | 0             | —       | —      | 0       | 0      |
| Totalt i karriären | Totalt i karriären | Totalt i karriären        | 133     | 20   | 3             | 1             | 1       | 0      | 137     | 21     |

1. ↑  Uppflyttningskvalmatch mot Halmstads BK.'"`UNIQ--ref-00000006-QINU`"'

## Personligt
Hans storebror Jacob Blixt är också en fotbollsspelare som bland annat spelat för Landskrona BoIS i Superettan.

## Meriter
Österlen FF
- Division 2 Östra Götaland (1): 2020